# Alyson Hanniganová
Alyson Lee Hanniganová (nepřechýleně Hannigan; * 24. března 1974 Washington, D.C.) je americká herečka. Svoji kariéru odstartovala v roce 1989 rolí v sitcomu Free Spirit. O osm let později jí přinesla popularitu role v seriálu Buffy, přemožitelka upírů. Dále se do povědomí diváků dostala rolí flétnistky Michelle v tetralogii Prci, prci, prcičky a jako Lily Aldrinová v komediálním seriálu Jak jsem poznal vaši matku.

## Dětství
Narodila se 24. března 1974 ve Washingtonu v USA Albertovi Hanniganovi a Emilii, rozené Posnerové. Otec (irského původu) pracoval jako řidič kamiónu a matka (židovského původu) byla realitní makléřkou. Rodiče se rozvedli, když jí byl jeden rok, poté žila převážně se svou matkou v Atlantě. V roce 1985 se s matkou přestěhovaly do Los Angeles, kde navštěvovala a roku 1992 úspěšně dokončila North Hollywood High School.

## Kariéra
S hereckou kariérou začala již ve čtyřech letech a to účinkováním v nejrůznějších reklamách (např. pro McDonald's). První větší hereckou příležitostí byla pro ni postava Jessie Millsové ve filmu Krásná mimozemšťanka (1988). Poté ztvárnila několik menších rolí v seriálech Roseanne (epizoda „Like, a New Job“ z roku 1990; postava Jan) a Dotek anděla (epizoda „Cassie's Choice“ z roku 1994; postava Cassie Peters).
Zlom v její kariéře nastal po získání role v seriálu Buffy, přemožitelka upírů, v němž v letech 1997–2003 hrála Willow Rosenbergovou, nejlepší kamarádku Buffy Summersové (v této roli se představila i ve třech dílech seriálu Angel). Díky úspěchu Buffy dostala další hereckou příležitost. Jednalo se o postavu flétnistky Michelle Flahertyové ve filmové sérii Prci, prci, prcičky. K jejím dalším filmům paří např. Děsnej doják a Láska, svatba, manželství. Hostovala také v seriálu Veronica Mars a v letech 2005–2014 hrála v sitcomu Jak jsem poznal vaši matku.

## Osobní život
Během natáčení Buffy se seznámila s hercem Alexisem Denisofem, za kterého se 11. října 2003 provdala v kalifornském letovisku Desert Hot Springs. Mají spolu dvě dcery Satyanu Marii (* 2009) a Keevu Jane (* 2012).

## Filmografie

### Filmy
- Impure Thoughts (1986) – Patty Stubbs
- Krásná mimozemšťanka (1988) – Jessie Mills
- Mrtvý na univerzitě (1998) – Lucy
- Prci, prci, prcičky (1999) – Michelle Flahertyová
- Kluci a holky (2000) – Betty
- Prci, prci, prcičky 2 (2001) – Michelle Flahertyová
- Mimo zákon (2001) – Lexi
- Prci, prci, prcičky 3: Svatba (2003) – Michelle Flahertyová
- Holky jdeme na to aneb putování tučňáků (2006) – Hottie Penguin
- Děsnej doják (2006) – Julia Jonesová
- Láska, svatba, manželství (2011) – Courtney
- Prci, prci, prcičky: Školní sraz (2012) – Michelle Levenstýnová

### Televize
- Free Spirit (14 epizod, 1989–1990) – Jessie Harperová
- Roseanne (1 epizoda, 1990) – Jan
- Vyměněné osudy (TV film, 1991) – Gina Twigg (13–16 let)
- Almost Home (2 epizody, 1993) – Samantha
- Dotek anděla (1 epizoda, 1994) – Cassie Peters
- Tajemství mého muže (TV film, 1995) – Dana
- A Case for Life (TV film, 1996) – Iris
- Picket Fences (1 epizoda, 1996) – Peggy Patterson
- For My Daughter's Honor (TV film, 1996) – Kelly
- Buffy, přemožitelka upírů (144 epizod, 1997–2003) – Willow Rosenbergová
- Hayley Wagner, Star (TV film, 1999) – Jenna Jakes
- 100 Deeds for Eddie McDowd (2 epizody, 1999–2000) – Gigi
- Thornberryovi na cestách (1 epizoda, 2000) – Gerda
- Angel (3 epizody, 2001–2003) – Willow Rosenbergová
- Lumpíci (2 epizody, 2002–2003) – Young Starlet a Cynthia P.I.
- In the Game (TV film, 2004)
- Americana (TV film, 2004) – Andrea
- Zlatá sedmdesátá (2 epizody, 2004) – Suzy Simpson
- Tatík Hill a spol. (1 epizoda, 2004) – Stacey Gibson
- Veronica Mars (4 epizody, 2005–2006) – Trina Echolls
- Jak jsem poznal vaši matku (208 epizod, 2005–2014) – Lily Aldrinová
- The Goode Family (1 epizoda, 2009) – Michelle
- Tit for Tat (1 epizoda, 2009) – Ally
- Simpsonovi (1 epizoda, 2011) – Melody Juniper
- Robot Chicken (1 epizoda, 2011) – Steelheart
- Americký táta (2 epizody, 2011–2013) – Chelsea